# 劉逢盛
劉逢盛（？—17世紀），字時舉，號隆初，江西南昌府豐城縣荷溪人，明朝、南明政治人物。

## 生平
崇禎十五年（1642年），劉逢盛中式壬午科江西鄉試舉人，次年（1643年）聯捷進士，任行人司行人，奉旨冊封樂安、建安、保寧三王，但途中北京失守，絕食數日後因顾虑母親年邁而歸鄉。
不久，劉逢盛前往南京，依舊擔任行人。清軍破南京後，劉逢盛拒絕洪承疇等人薦用，隱居三十二年後去世。湯來賀哀悼說：「一肩重任綱常在，萬古芳名竹帛垂」，楊大鯤為他寫下墓誌。子劉兆彜，有文學名聲。

## 引用
1. 1 2  錢海岳《南明史·卷三十二·列傳第八》：（弘光時）行人則劉逢盛，字時舉，豐城人。崇禎十六年進士。封樂安、建安、保寧三王，中道而北京亡。謁南京，仍故官。洪承疇薦，力拒，隱三十二年卒。
2. ↑  同治《豐城縣志·卷八·選舉》：崇禎十五年壬午鄉試 解元鄒岳壽……劉逢盛 詳進士
3. ↑  同治《豐城縣志·卷十七·人物》：劉逢盛，字時舉，號隆初，荷溪人。崇禎癸未進士，居京師譽日，起諸要人爭羅致之，卒介守不一徃。會促選授行人，奉命冊封樂安、建安、保寧三藩。甲申三月中途聞變，絕食已數日，以母耄年在籍復強歸。
4. ↑  同治《豐城縣志·卷十七·人物》：國朝新命後，部院孫、閣部洪、司農梁稔之其才數交章薦，固辭，居林下三十二年卒。湯念平誄以「一肩重任綱常在，萬古芳名竹帛垂」，同年子楊大鯤守江州，為誌其墓。子兆彜有文名。